# Аксюта, Юрий Викторович
Ю́рий Ви́кторович Аксю́та (род. 27 апреля 1959, Таллин, Эстонская ССР, СССР) — российский музыкальный менеджер и телепродюсер, режиссёр, диктор. Заслуженный деятель искусств Российской Федерации (2020).

## Биография
Родился 27 апреля 1959 в Таллине. Окончил актёрский факультет ГИТИСа (1980). Основал собственный молодёжный театр-студию, однако по специальности ни разу не работал.
Через год после окончания института устроился на радио. Изначально работал режиссёром в детской редакции.
С 1982 по 1990 год работал диктором и ведущим музыкальных программ Главной дирекции программ Всесоюзного радио.
В 1990 году перешёл на музыкальную советско-французскую радиостанцию «Европа Плюс», первоначально в качестве диджея. В 1992 году возглавил её как программный директор, а с 2001 года как генеральный продюсер. Под его началом на радиостанции появились Елена Батинова, Пётр Фадеев, Григорий Погосян, Роман Олегов и другие.
В 1992 году озвучил телеведущих Патриса Лаффона и Яна Ле Гака в телеигре «Ключи от форта Байяр» для Первого канала Останкино.
В 2002—2003 годах — генеральный продюсер радиостанции «Хит FM».
На телевидении с 2003 года. С февраля 2003 по июнь 2013 года — директор дирекции музыкального вещания «Первого канала». С июня 2013 года, после объединения Дирекции музыкального вещания с дирекцией художественных, развлекательных и просветительских программ, стал директором объединённой Дирекции музыкального и развлекательного вещания «Первого канала», с сентября того же года — её главным продюсером.
Неоднократно являлся комментатором с российской стороны конкурса песни «Евровидение» — в 2002—2007 (в паре с Еленой Батиновой), 2011, 2013, 2015, 2018 и 2021 годах, а также шоу «Europe Shine a Light» (в паре с Яной Чуриковой). Конкурс 2002 года Аксюта комментировал на внештатной основе по приглашению генерального директора «Первого канала» Константина Эрнста. В 2009 году он не комментировал конкурс «Евровидение» из-за загруженности по организационной работе над конкурсом, проходившим в Москве (был исполнительным продюсером).
При непосредственном участии Аксюты в разное время были произведены и запущены такие телевизионные программы, как «Фабрика звёзд» (2—9 сезоны), «Пять звёзд», «Золотой граммофон», «Высшая лига», «Две звезды», «Достояние республики», «Точь-в-точь», «Звёзды под гипнозом», «Голос» и его спин-оффы «Голос. Дети», «Голос. 60+» и «Голос. Уже не дети».

## Личная жизнь
Первая жена — Татьяна Владимировна Голубятникова (Аксюта) (род. 1957), однокурсница в ГИТИСе, известна по роли Кати Шевченко в фильме «Вам и не снилось».
- Дочь — Полина Юрьевна Аксюта (род. 1984), после окончания французской спецшколы окончила Университет Сорбонна (историко-филологическое отделение) и Московский литературный институт (отделение художественного перевода). Проживает с мужем в Эстонии, оба работают на эстонском телевидении[20].

Женат вторым браком на музыкальном продюсере Светлане Караеровой.

## Награды
- Медаль ордена «За заслуги перед Отечеством» II степени (16 ноября 2011 года) — за большие заслуги в развитии отечественного телерадиовещания и многолетнюю плодотворную деятельность[22].
- Заслуженный деятель искусств Российской Федерации (11 марта 2020 года) — за большой вклад в развитие отечественной культуры и искусства, многолетнюю плодотворную деятельность[23].
- Почётная грамота Президента Российской Федерации (9 декабря 2009 года) — за активное участие в подготовке и проведении конкурса эстрадной песни «Евровидение-2009» в городе Москве[24].
- Благодарность Президента Российской Федерации (1 декабря 2021 года) — за большой вклад в подготовку и проведение общественно значимых мероприятий[25].
- Премия Правительства Российской Федерации 2013 года в области средств массовой информации (17 декабря 2013 года) — за реализацию проекта «Благотворительный телемарафон „Всем миром“»[26].
- Премия «ТЭФИ» (2009) в номинации «Продюсер телевизионной программы» за «Евровидение-2009»[27].
- Премия «ТЭФИ» (2015) в номинации «Телевизионный продюсер сезона» за шоу «Голос»[28].
- Премия «ТЭФИ» (2016) в номинации «Телевизионный продюсер сезона» за шоу «Голос. Дети»[29].